# Sidney Hartwig
Sidney Hartwig (* 5. August 1987 in Barcelona, Spanien als Sidney Gersina) ist eine deutsche Schauspielerin.

## Leben
Bereits als Baby drehte sie ihren ersten Werbespot. 2004 schrieb sie zusammen mit ihrem Vater Peter Gersina das Drehbuch zu „Love me crazy“ (Deutscher Titel: „Mein Vater, seine Neue und ich“). Sie absolvierte ihre Schauspielausbildung von 2008 bis 2010 am Europäischen Theaterinstitut Berlin.

## Filmografie
- 2004: Sex und mehr
- 2004: Arme Millionäre
- 2005: Mein Vater, seine Neue und ich
- 2007: Der Bulle von Tölz: Feuer und Flamme
- 2007: Die Verzauberung
- 2008: Alles was recht ist – Die italienische Variante
- 2021: SOKO Hamburg: Raserhölle
- 2021: Tatort: Alles kommt zurück
- 2022: Nord Nord Mord: Sievers sieht Gespenster
- 2023: SOKO Wismar: Bauernsterben